# Lancair Propjet

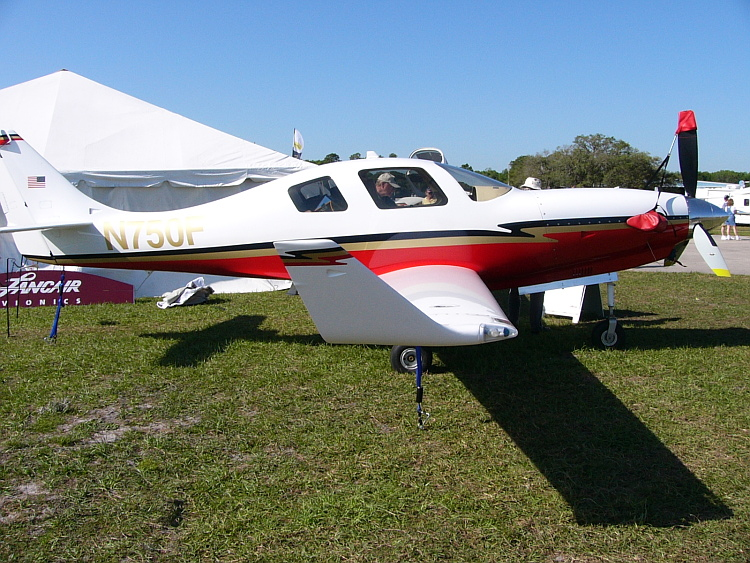
Vista lateral del Lancair Propjet

El Lancair Propjet es una aeronave presurizada de cuatro asientos o cuatriplaza impulsada por un motor turbohélice Walter M601E de 750 HP. El diseño de la aeronave se basa en el exitoso kit-plane Lancair IV. Al igual que su predecesor con motor de émbolo, el Lancair Propjet se caracteriza por su rendimiento, con una velocidad crucero típica de 325 nudos a 24 000 pies y un régimen de ascenso de 4000 pies por minuto.

## Especificaciones
Características generales
- Tripulación: uno
- Pasajeros: 3
- Longitud: 7.92 m
- Envergadura: 10.49 m
- Superficie alar: 9.1 m²
- Peso en vacío: 1045 kg
- Carga útil: 682 kg
- Peso máximo al despegue: 1,727 kg
- Planta motriz: 1 × Walter M601E-11 de 750 HP a nivel del mar
- Hélice: 3 palas de velocidad constante
- Capacidad de combustible: 125 galones (estándar); 145 galones (extendido)
- Capacidad de equipaje: 68 kg
- Ancho de la cabina: 116.8 cm (en frente); 109.2 cm (detrás)
- Altura de cabina: 121.9 cm

Rendimiento
- Velocidad de crucero: 325 kt (600 km/h) @ 24,000 ft (7,317 m)
- Velocidad de entrada en pérdida: 64 kt (120 km/h)
- Alcance: 1,216 nmi (2,270 km) con reservas
- Régimen de ascenso: 4,000 ft/min (bruto)
- Carga alar: 190.7 kg/m²
- Consumo de combustible: 33 gal/h
- Carga G: +3.8, -1.9 (normal)